# Autobahnkreuz Monheim-Süd
Das Autobahnkreuz Monheim-Süd (Abkürzung: AK Monheim-Süd; Kurz: Kreuz Monheim-Süd) verbindet die Autobahnen 59 (Teilabschnitt Düsseldorf – Leverkusen) und 542 (Monheim – Langenfeld) miteinander. Das Autobahnkreuz liegt östlich des Rheins auf der Grenze zwischen den Städten Monheim am Rhein und Langenfeld.

## Bauform und Ausbauzustand
Das Autobahnkreuz Monheim-Süd wurde als Kleeblatt angelegt. Beide Autobahnen sind vierspurig ausgebaut.

## Verkehrsaufkommen
| Von               | Nach                           | Durchschnittliche tägliche Verkehrsstärke | Durchschnittliche tägliche Verkehrsstärke | Durchschnittliche tägliche Verkehrsstärke | Anteil Schwerlastverkehr | Anteil Schwerlastverkehr | Anteil Schwerlastverkehr |
| Von               | Nach                           | 2005                                      | 2010                                      | 2015                                      | 2005                     | 2010                     | 2015                     |
| ----------------- | ------------------------------ | ----------------------------------------- | ----------------------------------------- | ----------------------------------------- | ------------------------ | ------------------------ | ------------------------ |
| AS Monheim (A 59) | AK Monheim-Süd                 | 43.600                                    | 41.800                                    | 47.100                                    | 6,9 %                    | 7,4 %                    | 6,5 %                    |
| AK Monheim-Süd    | AS Leverkusen-Rheindorf (A 59) | 39.400                                    | 42.900                                    | 46.500                                    | 7,3 %                    | 7,4 %                    | 4,0 %                    |
| AK Monheim-Süd    | AS Reusrath (A 542)            | 22.000                                    | 18.400                                    | 24.200                                    | 5,0 %                    | 5,4 %                    | 4,3 %                    |